# Fort Ritchie
Fort Ritchie és una concentració de població designada pel cens dels Estats Units a l'estat de Maryland. Segons el cens del 2000 tenia 276 habitants.

## Demografia
Segons el cens del 2000, Fort Ritchie tenia 276 habitants, 83 habitatges, i 73 famílies. La densitat de població era de 108,7 habitants/km².
Dels 83 habitatges en un 75,9% hi vivien nens de menys de 18 anys, en un 65,1% hi vivien parelles casades, en un 18,1% dones solteres, i en un 12% no eren unitats familiars. En el 4,8% dels habitatges hi vivien persones soles el 4,8% de les quals corresponia a persones de 65 anys o més que vivien soles. El nombre mitjà de persones vivint en cada habitatge era de 3,33 i el nombre mitjà de persones que vivien en cada família era de 3,42.
Per edats la població es repartia de la següent manera: un 42,4% tenia menys de 18 anys, un 12,7% entre 18 i 24, un 41,3% entre 25 i 44, un 3,6% de 45 a 60 i un 0% 65 anys o més.
L'edat mediana era de 24 anys. Per cada 100 dones de 18 o més anys hi havia 106,5 homes.
La renda mediana per habitatge era de 30.625 $ i la renda mediana per família de 29.375 $. Els homes tenien una renda mediana de 27.656 $ mentre que les dones 16.250 $. La renda per capita de la població era de 10.549 $. Cap de les famílies estaven per davall del llindar de pobresa.

## Poblacions més properes
El següent diagrama mostra les poblacions més properes.